# دانیل سانتوس (ورزشکار)
دانیل سانتوس (انگلیسی: Daniel Santos؛ زادهٔ ۱۰ اکتبر ۱۹۷۵) بوکسور اهل پورتوریکو است.